# Madonna van Loreto (Rafaël)
De Madonna van Loreto of Madonna met de sluier (Italiaans: Madonna del Velo) is een schilderij van de Italiaanse renaissanceschilder Rafaël uit circa 1509-1512. Het is 1,2 meter hoog en 90 centimeter breed. Het behoort tot de collectie van het Musée Condé in het Kasteel van Chantilly.

## Beschrijving
Het schilderij beeldt de Heilige Familie uit. Jezus, die op zijn bed ligt, wordt wakker en reikt naar de sluier die Maria speels boven hem houdt. Haar handeling kan op verschillende manieren gelezen worden. Licht ze de sluier op en onthult ze de menswording van Christus aan de mensheid, is het een verwijzing naar de zweetdoek van Veronica of bedekt ze hem ermee als met een lijkwade? Daarnaast is het levendige ontwaken van Jezus een voorafbeelding van zijn Verrijzenis. Tijdens de restauratie van het schilderij bleek dat Jozef, die achter Maria ernstig toekijkt, pas later - maar mogelijk wel door Rafaël zelf - is toegevoegd en over een venster met een landschap is geschilderd.
De symboliek van het schilderij wordt naar de achtergrond verdrongen door Rafaëls levensechte en geloofwaardige uitbeelding van de figuren, die zoals gebruikelijk het resultaat is van een zorgvuldige voorbereiding waarbij hij verschillende houdingen uitprobeerde. Het British Museum bezit een studieblad in zilverstift met een reeks vlugge schetsen van het Christuskind, waarschijnlijk gemaakt naar een onrustig bewegend model. Het museum in Lille heeft een soortgelijk studieblad, waarop de figuren verder zijn uitgewerkt.

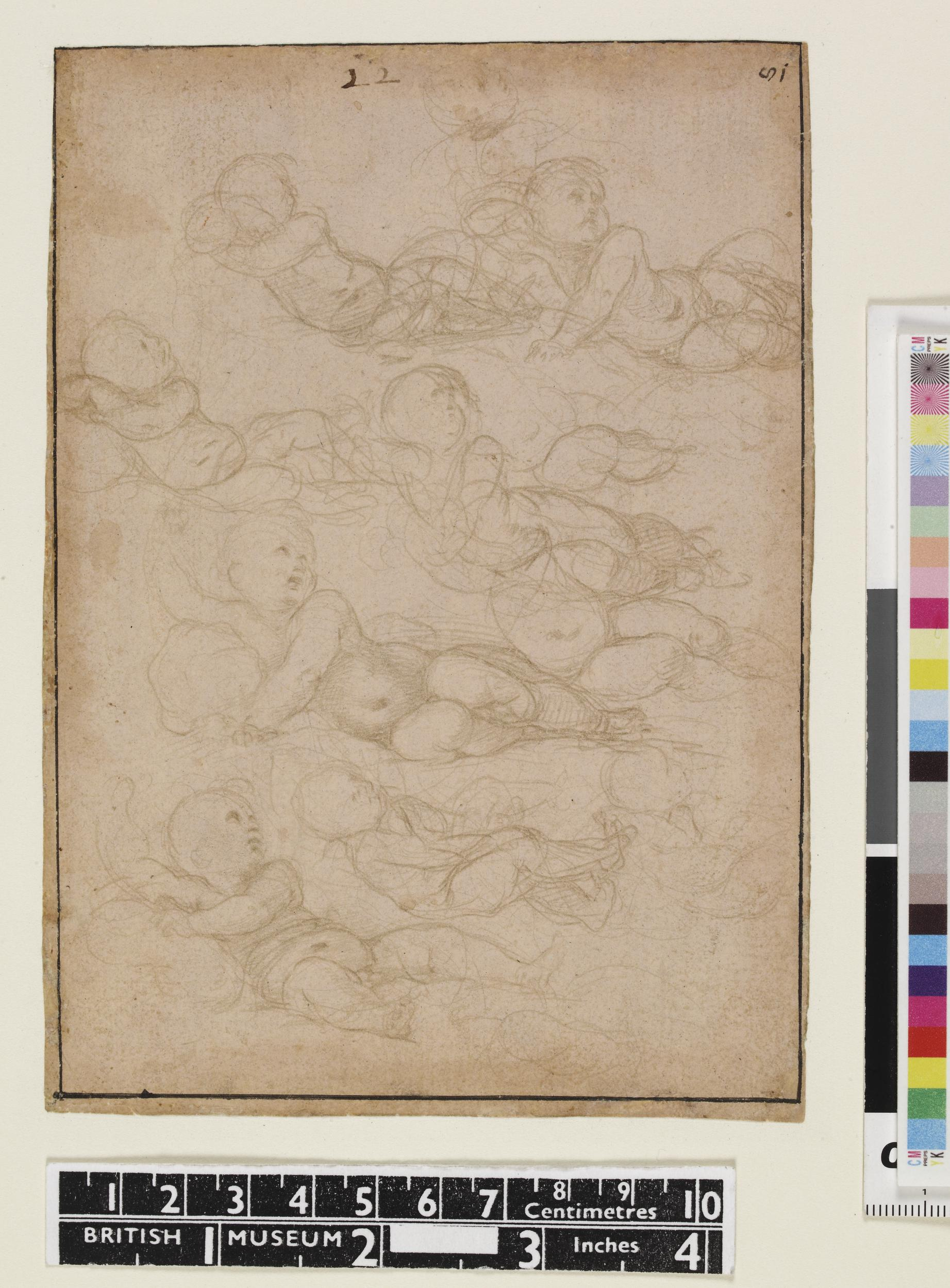
Studieblad voor het Christuskind, British Museum, Londen
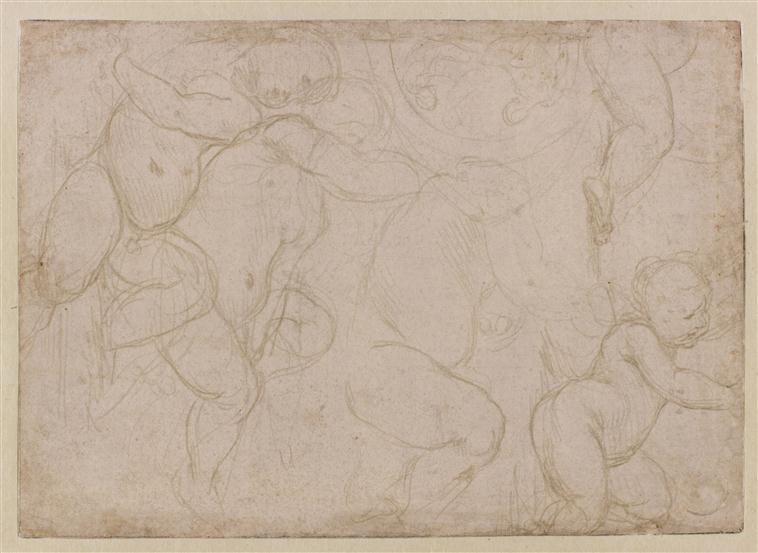
Vijf studies van het Christuskind, Palais des Beaux-Arts de Lille
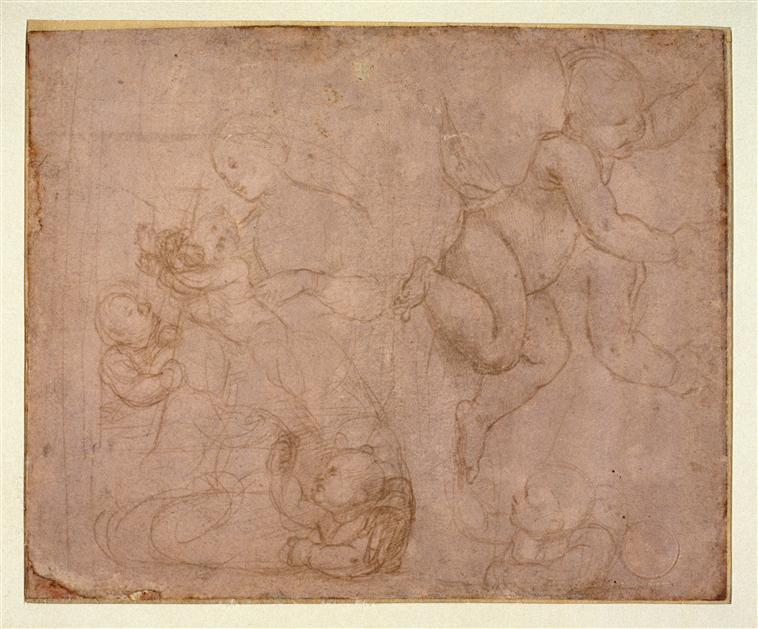

## Herkomst
Paus Julius II was waarschijnlijk de opdrachtgever van het schilderij, dat bestemd was voor de kerk Santa Maria del Popolo, die rond die tijd van een nieuw koor werd voorzien door de architect Donato Bramante en waar ook Rafaëls portret van de paus werd bewaard. Bij bijzondere liturgische gelegenheden werden de beide schilderijen goed in het zicht aan pilaren opgehangen. In 1591 werden de schilderijen door kardinaal Paolo Emilio Sfondrati uit de kerk ontvreemd, waarna hij ze in 1608 verkocht aan kardinaal Scipione Borghese. Het schilderij bleef daarna lange tijd in de Borghese-familie.
Doordat het werk vaak werd gekopieerd en onder verschillende namen bekend stond, was het voorheen lastig de latere lotgevallen van het schilderij vast te stellen. De bijnaam is dan ook ontstaan door een vergissing. In Loreto bevond zich een kopie van het schilderij, die in de 18e eeuw is verdwenen. Doordat in de 19e eeuw het origineel ook uit het zicht was geraakt, werd de versie in Loreto lange tijd voor het verloren origineel gehouden. Toen in 1979 het werk in Chantilly werd gerestaureerd, bleek echter dat dit het originele schilderij van Rafaël was. Daarvoor werd het beschouwd als een kopie door Rafaëls assistent Giovan Francesco Penni, die de Madonna met de blauwe diadeem met hetzelfde thema schilderde naar een ontwerp van Rafaël.
De collectie in Chantilly was opgebouwd door Hendrik van Orléans, die het schilderij in 1852 had gekocht op de veiling van de kunstcollectie van Leopold van Bourbon-Sicilië. Daarvoor waren de Britse kunstverzamelaar Alexander Day (1801-1802) en Frans I der Beide Siciliën de eigenaar.